# Liste der staatlichen Museen 1. Klasse in China
Diese Liste umfasst die staatlichen Museen 1. Klasse (chinesisch 國家一級博物館 / 国家一级博物馆, Pinyin Guójiā yījí Bówùguǎn) in der Volksrepublik China, die als die repräsentativen Museen Chinas vom Amt für Kulturerbe aufgelistet werden.

## Nordchina

### Peking
- Palastmuseum Peking (故宫博物院)
- Militärmuseum Peking (中国人民革命军事博物馆)
- Chinesisches Museum für Wissenschaft und Technologie (中国科学技术馆)
- Chinesisches Geologisches Museum (中国地质博物馆)
- Chinesisches Luftfahrtmuseum (中国航空博物馆)
- Hauptstadtmuseum (首都博物馆)
- Museum of the War of Chinese People’s Resistance Against Japanese Aggression (中国人民抗日战争纪念馆)
- Naturhistorisches Museum Peking (北京自然博物馆)
- Museum für Fundstätte des Peking-Menschen in Zhoukoudian (周口店北京人遗址博物馆)
- Chinesisches Nationalmuseum (中国国家博物馆)
- Chinesisches Landwirtschaftsmuseum (中国农业博物馆)

### Tianjin
- Tianjin-Museum (天津博物馆)
- Gedenkhalle für Zhou Enlai und Deng Yingchao (周恩来邓颖超纪念馆)
- Naturkundemuseum Tianjin (天津自然博物馆)

### Provinz Hebei
- Hebei-Museum (河北博物院)
- Xibaipo-Gedenkhalle (西柏坡纪念馆)

### Provinz Shanxi
- Shanxi-Museum (山西博物院)
- Gedenkhalle der achten Marscharmee (八路军太行纪念馆)
- Chinesisches Museum für Kohle (中国煤炭博物馆)

### Innere Mongolei
- Museum der Inneren Mongolei (内蒙古博物院)

## Nordostchina

### Provinz Liaoning
- Provinzmuseum Liaoning (辽宁省博物馆)
- 18.-September-Geschichtsmuseum (九·一八历史博物馆)
- Lushun-Museum (旅顺博物馆)

### Provinz Jilin
- Naturkundemuseum der Pädagogischen Universität Nordostchinas und der Provinz Jilin (东北师范大学自然博物馆暨吉林省自然博物馆)
- Provinzmuseum Jilin (吉林省博物院)

### Provinz Heilongjiang
- Gedenkhalle für die Toten (东北烈士纪念馆)
- Wang-Jinxi-Gedenkhalle (大庆铁人王进喜纪念馆)
- Ausstellungshalle der Geschichte Aihui (爱辉历史陈列馆)
- Provinzmuseum Heilongjiang (黑龙江省博物馆)

## Ostchina

### Shanghai
- Shanghai-Museum (上海博物馆)
- Gedenkhalle für die erste Tagung der Kommunistischen Partei Chinas (中共一大会址纪念馆)
- Lu-Xun-Museum in Shanghai (上海鲁迅纪念馆)
- Museum für Wissenschaft und Technologie Shanghai (上海科技馆)

### Provinz Jiangsu
- Nanjing-Museum (南京博物院)
- Gedenkhalle für die Massaker von Nanking (侵华日军南京大屠杀遇难同胞纪念馆)
- Suzhou-Museum (苏州博物馆)
- Nantong-Museum (南通博物苑)
- Yangzhou-Museum (扬州博物馆)

### Provinz Zhejiang
- Provinzmuseum Zhejiang (浙江省博物馆)
- Naturkundemuseum Zhejiang (浙江自然博物馆)
- Nationales chinesisches Seidenmuseum (中国丝绸博物馆)
- Ningbo-Museum (宁波博物馆)

### Provinz Anhui
- Anhui-Museum (安徽博物院)

### Provinz Fujian
- Fujian-Museum (福建博物院)
- Gedenkhalle für die Gutian-Konferenz (古田会议纪念馆)
- Maritimes Museum Quanzhou (泉州海外交通史博物馆)
- Chinesisches Museum für die Fujian-Taiwan-Grenze (中国闽台缘博物馆)

### Provinz Jiangxi
- Revolutionäres Museum Jinggangshan (井冈山革命博物馆)
- Provinzmuseum Jiangxi (江西省博物馆)
- Gedenkhalle des Zentralrätegebietes Ruijin (瑞金中央革命根据地纪念馆)
- Gedenkhalle des Aufstands des 1. August Nanchang (八一起义纪念馆)

### Provinz Shandong
- Stadtmuseum Tsingtao (青岛市博物馆)
- Chinesisches Jiawu-Krieg-Museum (中国甲午战争博物馆)
- Stadtmuseum Qingzhou (青州市博物馆)
- Shandong-Museum (山东博物馆)

## Zentral- und Südchina

### Provinz Henan
- Henan-Museum (河南博物院)
- Zhengzhou-Museum (郑州博物馆)
- Luoyang-Museum (洛阳博物馆)
- Han-Bilder-Museum Nanyang (南阳汉画馆)
- Museum der Chinesischen Schrift (中國文字博物館)

### Provinz Hubei
- Provinzmuseum Hubei (湖北省博物馆)
- Jingzhou-Museum (荆州博物馆)
- Wuhan-Museum (武汉博物馆)

### Provinz Hunan
- Provinzmuseum Hunan (湖南省博物馆)
- Mao-Zedong-Haus in Shaoshan (韶山毛泽东故居纪念馆)
- Gedenkhalle für Genossen Liu Shaoqi (刘少奇故居纪念馆)

### Provinz Guangdong
- Guangdong Museum (广东省博物馆)
- Museum des Mausoleums des Königs von Nanyue aus der Zeit der Westlichen Han-Dynastie (西汉南越王博物馆)
- Geburtshaus und Gedenkhalle des Sun Yat-sen (孙中山故居纪念馆)
- Shenzhen-Museum (深圳博物馆)

### Autonomes Gebiet Guangxi
- Museum des Autonomen Gebiets Guangxi (广西壮族自治区博物馆)

### Provinz Hainan
- Provinzmuseum Hainan (海南省博物馆)

## Südwestchina

### Chongqing
- Chinesisches Drei-Schluchten-Museum Chongqing (重庆中国三峡博物馆)
- Museum für Geschichte der Revolution in Chonngqing-Hongyan (重庆红岩革命历史博物馆)

### Provinz Sichuan
- Dinosaurier-Museum Zigong (自贡恐龙博物馆)
- Sanxingdui-Museum (三星堆博物馆)
- Tempel des Markgrafen von Wu (成都武侯祠博物馆)
- Deng-Xiaoping-Geburtshaus und Ausstellungshalle (邓小平故居陈列馆)
- Du-Fu-Haus und Museum Chengdu (成都杜甫草堂博物馆)
- Sichuan-Museum (四川博物院)
- Museum für Jinsha-Fundstätte (金沙遗址博物馆)

### Provinz Guizhou
- Gedenkhalle für Konferenz von Zunyi (遵义会议纪念馆)

### Provinz Yunnan
- Provinzmuseum Yunnan (云南省博物馆)
- Minzu-Museum Yunnan (云南民族博物馆)

### Autonomes Gebiet Tibet
- Tibet-Museum (Lhasa) (西藏博物馆)

## Nordwestchina

### Provinz Shaanxi
- Historisches Museum Shaanxi (陕西历史博物馆)
- Museum für Mausoleum Qin Shihuangdis (秦始皇帝陵博物院)
- Gedenkhalle der Revolution Yanan (延安革命纪念馆)
- Han-Yang-Ling-Museum (汉阳陵博物馆)
- Museum für Stelenwald von Xi’an (西安碑林博物馆)
- Banpo-Museum Xi’an (西安半坡博物馆)
- Xi’an-Museum (西安博物院)

### Provinz Gansu
- Provinzmuseum Gansu (甘肃省博物馆)

### Autonomes Gebiet Ningxia des Hui-Volks
- Guyuan-Museum (固原博物馆)
- Ningxia-Museum (宁夏博物馆)

### Uigurisches Autonomes Gebiet Xinjiang
- Museum des Uigurischen Autonomen Gebiets Xinjiang (新疆维吾尔自治区博物馆)